# Coda
Coda (укр. Кода) — студійний альбом британського рок-гурту Led Zeppelin, випущений 19 листопада 1982 року під лейблом Swan Song. Це збірка пісень, які не ввійшли до восьми студійних альбомів гурту за 12 років його діяльності до смерті ударника Джона Бонема. Слово coda (укр. кода) — це музичний термін, який означає можливий додатковий розділ у кінці музичної композиції, який не залежить від основної частини. Тому ця назва найкраще підходила для альбому. Кажуть, що її запропонував Джон Пол Джонс.

## Огляд
Гітарист та продюсер гурту, Джиммі Пейдж, пояснив, що частина аргументім для того, щоб видати цей альбом пов'язана з популярністю неофіційних бутлеґів Led Zeppelin, які продовжували розповсюджуватися між фанів:
|  | Coda був випущений, в основному тому, що було багато бутлеґів. Ми подумали: «Добре, якщо є такий великий інтерес, то ми можемо видати решту наших студійних записів». |

Згідно з біографією Led Zeppelin за Hammer of the Gods, гурт мав свого роду борг перед Atlantic Records: ще один альбом. За контрактом музиканти повинні були записати з лейблом 6 альбомів, але зробили лише 5, оскільки далі вони заснували свій власний лейбл Swan Song у 1974 році. Отже, Coda можна роздивлятися як виконання контракту.
Альбом відкриває «We're Gonna Groove», яка відповідно до заміток, була записана на Morgan Studios у червні 1969 року. Її можна було почути 9 січня 1970 року, на концерті у Роял Альберт Холл. У тій версії оригінальні гітарні партії були замінені. «Poor Tom» записаний під час роботи над Led Zeppelin III. Проте, навколо барабанної партії були деякі непорозуміння. Вона звучить як металеве кільце, і фани були здивовані, якщо пісня так завершувалася протягом сесії до Led Zeppelin III, або її спеціально так відредагували для Coda. «I Can't Quit You Baby» взято з того ж самого концерту, що й «We're Gonna Groove», але позначена як репетеційна версія. Вона відредагована так, щоб позбутися від шуму натовпу на записі та повного відчуття «живого» запису; початок та кінець вирізані, так само як і середня частина композиції. Звуки натовпу приглушуються при багатопотоковому записі фонограм, так само як і для «We're Gonna Groove». «Walter's Walk» пісня 1972 року, яка записана під час роботи над Houses of the Holy, хоча продовжуються певні суперечки щодо запису вокалу Роберта Планта (скоріш за все він був записаний або накладений пізніше; вважається що його записано на початку 1980-х, можливо власне під час роботи над Coda, навіть гітарні партії у ній схожі за тональністю до «We're Gonna Groove»).
«Ozone Baby», «Darlene», та «Wearing and Tearing» пісні з сесій для альбому In Through the Out Door (1978 рік). Хоча звук ударних записаний з більшою луною, ніж у In Through the Out Door. «Bonzo's Montreux» — це барабанне соло, записане Джоном Бонамом ще у 1976 році у швейцарському Монтре. До нього Джиммі Пейдж додав електронних ефектів. Цю композицію пізніше буде включено до бокс-сетів, та поєднано з іншим соло Бонама — «Moby Dick» у першому бокс-сеті 1990, та як окрема пісня у другому 1993 року.
Пародійний кавер-гурт Dread Zeppelin у 2007 році випустив альбом Bar Coda, як гра слів цього альбому.

### Конверт
Альбом має досить просту обкладинку, порівняно з попередніми роботами гурту. На лицьовій стороні конверту вказано назву альбому та виконавця, на задній стороні список пісень та фотографія полів у пустелях арабських країн.

Зовнішня сторона конверту платівки.Зовнішня сторона конверту платівки.
Внутрішня сторона конверту з фотографіями учасників гурту.Внутрішня сторона конверту з фотографіями учасників гурту.
Перша сторона платівки альбому та логотип лейблу Swan Song Records.Перша сторона платівки альбому та логотип лейблу Swan Song Records.

Внутрішня сторона конверту містить добірку фотографій членів гурту: від найперших днів до останнього року існування Led Zeppelin. Найбільше фото на правій стороні зображує їх, скоріш за все, аплодуючими, зроблене за день до концерту у Небворті у 1979 році. Проте, гурт був незадоволений фотографією, з тієї фотографії залишилися лише зображення членів гурту. Фон цієї фотографії — це поле недалеко від дому Бонама у Чеддеслі Корбет, Вустершир, Англія.

### Нумерація у каталогах
- США — Swan Song 79 00511
- Велика Британія — Swan Song A0051.

## Список композицій

### Перша сторона
1. «We're Gonna Groove» (Джеймс Альберт Безі, Бен І. Кінг) — 2:40
(укр. Все буде круто)
2. «Poor Tom» (Джиммі Пейдж, Роберт Плант) — 3:01
(укр. Бідний Том)
3. «I Can't Quit You Baby» (Віллі Діксон) — 4:17
(укр. Я не можу тебе покинути, крихітко)
4. «Walter's Walk» (Пейдж, Плант) — 4:31
(укр. Прогулянка Волтера)

### Друга сторона
1. «Ozone Baby» (Пейдж, Плант) — 3:35
(укр. Озонова крихітка)
2. «Darlene» (Джон Бонам, Джон Пол Джонс, Пейдж, Плант) — 5:06
(укр. Дарлін)
3. «Bonzo's Montreux» (Бонам) — 4:17
(укр. Монтре Бонзо*)
4. «Wearing and Tearing» (Пейдж, Плант) — 5:31
(укр. Тіпає)

### Бонус-треки
У 1993 році було додано 4 бонусні треки у виданні всіх студійних записів гурту Complete Studio Recordings:
1. «Baby Come on Home» (Берт Бьорнс, Пейдж, Плант) — 4:30
(укр. Крихітко, зайди до хати)
2. «Traveling Riverside Blues» (Роберт Джонсон, Пейдж, Плант) — 5:11
(укр. Блюз подорожі берегом річки)
3. «White Summer/Black Mountain Side» (Пейдж) — 8:01
(укр. Біле літо/Схил чорної гори)
4. «Hey Hey What Can I Do» (Бонам, Джонс, Пейдж, Плант) — 3:55
(укр. Що ж, що ж мені робити?)

*Бонзо — прізвисько ударника гурту Джона Бонама, Монтре — місто у Швейцарії.
Всі чотири композиції з'явилися в альбомі після їх видання у бокс-сетах. «Baby Come on Home» вперше видана у другому бокс-сеті (1993 рік), а інші три у першому (1990 рік). «Hey Hey What Can I Do» записано у 1970 році, як зворотна сторона «Immigrant Song». Інші дві пісні («Traveling Riverside Blues» та «White Summer/Black Mountain Side») із записів для BBC.

## Учасники запису

### Led Zeppelin
- Джиммі Пейдж — електрична гітара, акустична гітара, електронні ефекти, продюсер
- Роберт Плант — вокал, губна гармоніка
- Джон Пол Джонс — клавішні, бас-гітара, бек-вокал
- Джон Бонам — ударні, бек-вокал
- Пітер Ґрант — менеджер, продюсер

### Технічний персонал
- Стюарт Еппс — інженер
- Енді Джонс — інженер
- Едді Крамер — інженер
- Вік Мейлі — інженер
- Ліф Мейсіс — інженер
- Джон Тімперлі — інженер

## Положення у чартах

### Альбом
| Рік  | Чарт                 | Позиція |
| ---- | -------------------- | ------- |
| 1982 | Billboard Pop Albums | 6       |

### Сингли
| Рік  | Сингл        | Чарт                      | Позиція |
| ---- | ------------ | ------------------------- | ------- |
| 1982 | «Darlene»    | Billboard Mainstream Rock | 4       |
| 1982 | «Ozone Baby» | Billboard Mainstream Rock | 14      |
| 1982 | «Poor Tom»   | Billboard Mainstream Rock | 18      |

## Продажі
| Контролер  | Показник      | Продаж    |
| ---------- | ------------- | --------- |
| RIAA (США) | 1x Платиновий | 1 500 000 |

## Виноски
1. ↑  Деякі музичні ресурси категоризують Coda як компіляційний альбом. У цей час основний лейбл гурту Atlantic Records категоризує цей альбом як студійний. Так написано у виносках до Led Zeppelin Box Set, Vol. 2 та у вкладиші до Complete Studio Recordings.